# Kaspar Fürstenau
Kaspar Fürstenau (voornaam ook wel gespeld als Caspar; Münster, 26 februari 1772 – Oldenburg, 11 mei 1819) was een Duits fluitist en componist. Hij schreef circa zestig composities voor zijn instrument. Met zijn zoon  Anton Bernhard Fürstenau maakte hij succesvolle concertreizen in Europa.

## Leven
Kaspar Fürstenau kreeg zijn eerste muzieklessen van zijn vader, die hoboïst was in het hoforkest van de Prinsbisdom Münster. Na zijn naders dood regelde zijn werkgever, de prins-bisschop van Münster Maximiliaan Frederik van Königsegg-Rothenfels, dat hij verdere lessen kreeg van de fagottist Bernhard Anton Romberg. Daarna stapte hij over naar de fluit. Op zijn vijftiende trad hij in dienst van een koor voor militaire muziek.
Fürstenau kwam in 1788 in dienst in de hofkapel van de opvolger van Maximilian Friedrich, Aartshertog Maximiliaan Frans van Oostenrijk. Hij kreeg er verdere lessen van de organist Josef Antoni. Vanaf 1793 werd Fürstenau door zijn werkgever op reizen gestuurd naar de hoven van Londen, Parijs en Wenen.
Vanaf 1794 was Fürstenau eerste fluitist van de hofkapel van groothertog August van Oldenburg. Hij was enige tijd ook diens muziekleraar. Hij werd lid van de vrijmetselaarsloge in Oldenburg, Zum goldenen Hirsch. Vanaf 1803 ondernam hij met zijn zoon Anton Bernhard vele reizen. Vanaf 1811, het jaar dat de hofkapel in Oldenburg werd ontbonden, was hij ononderbroken op reis. 
Fürstenau stierf aan de gevolgen van een beroerte.

## Werken
- 2 fluitconcerten (uitgegeven in Leipzig bij Breitkopf & Härtel en Peters)
- 15 polonaises, rondo’s, potpourri’s en variaties voor fluit en orkest
- 10 duo’s voor twee fluiten (opus 2, 5, 6, 15, 20, 21, 26, 30, 39, 40)
- Trois thêmes variées voor gitaar en fluit